# Protestas en Georgia de 2019-2020
Las protestas en Georgia de 2019-2020 (en georgiano: გავრილოვის ღამე), se refiere a una serie de manifestaciones contra el gobierno y que exigen nuevas elecciones en Georgia.

## Historia
Las protestas comenzaron el 20 de junio de 2019 frente al Parlamento de Georgia. Las manifestaciones se iniciaron después de que Serguéi Gavrílov, miembro del Partido Comunista de la Duma rusa que estaba de visita a través de la Asamblea Interparlamentaria sobre Ortodoxia, se sentara en una silla reservada por protocolo para el Jefe del Parlamento. Pronunció un discurso en ruso ensalzando la hermandad ortodoxa de Georgia y Rusia. A principios de esa semana, Gavrílov había votado a favor de la independencia de Abjasia.
Tras las acciones de Gavrílov, la oposición georgiana, principalmente miembros del Georgia Europea y del Movimiento Nacional Unido, convocó protestas que exigían la renuncia del gobierno. Al caer la noche, las protestas se convirtieron en enfrentamientos entre la policía antidisturbios y un grupo de manifestantes cerca de la entrada del parlamento, aunque la multitud era en gran parte no violenta. Durante la medianoche, las fuerzas del orden de Georgia utilizaron gases lacrimógenos y balas de goma para dispersar a los manifestantes sin previo aviso. Aproximadamente 240 manifestantes resultaron heridos y 305 manifestantes fueron arrestados. Al menos dos personas sufrieron lesiones en los ojos y pérdida de la visión debido a las balas de goma, según Giorgi Kordzakhiya, director del Nuevo Hospital de Tiflis. El gobierno acusó a los manifestantes de intentar asaltar el edificio del parlamento.
Las protestas continuaron en los días siguientes exigiendo la renuncia de los funcionarios gubernamentales responsables de las acciones policiales, incluido el MIA de Georgia Gueorgui Gajaria, y la introducción de un sistema electoral totalmente proporcional en lugar del semiproporcional existente. Las protestas se calmaron después de que el 24 de junio el jefe del partido gobernante Sueño Georgiano, Bidzina Ivanishvili, satisficiera parcialmente las demandas de los manifestantes al anunciar un cambio en el sistema electoral. Sin embargo, continuaron las protestas menores exigiendo la renuncia de Gueorgui Gajaria.
Las principales protestas se reanudaron el 13 de noviembre después de que Sueño Georgiano fracasara en la reforma electoral prometida. El 18 de noviembre, 20 000 personas se reunieron en el centro de Tiflis para exigir la dimisión del gobierno. Los manifestantes bloquearon la entrada al parlamento e impidieron que se llevara a cabo la sesión legislativa. La policía antidisturbios dispersó las protestas utilizando cañones de agua, lo que resultó en lesiones de 4 manifestantes y 2 policías. El 25 de noviembre, la policía tuvo que usar cañones de agua nuevamente para despejar la entrada del parlamento, dejando a 3 manifestantes gravemente heridos.

## Resultados
Tras las protestas del 20 al 21 de junio de 2019, Irakli Kobakhidze, presidente del Parlamento de Georgia, anunció su dimisión. Después de las manifestaciones masivas del 24 de junio en Tiflis, el jefe de gobierno, Bidzina Ivanishvili, anunció un cambio en el sistema electoral de una representación mixta a proporcional para las elecciones de 2020 y la reducción de la barrera del voto para los partidos.
El 26 de junio, Nika Melia, líder de la oposición y diputada del Movimiento Nacional Unido, fue acusada de organizar, gestionar o participar en actos de violencia grupal durante las protestas. El parlamento georgiano suspendió su inmunidad parlamentaria, permitiendo su detención si fuera necesario. El 28 de junio quedó en libertad bajo fianza. La decisión de la corte prohibió a Meliá salir de casa sin informar previamente a las fuerzas del orden, hacer declaraciones públicas en áreas públicas y comunicarse con testigos. Su pasaporte fue confiscado y se vio obligado a llevar un brazalete electrónico para ser monitoreado.
El 4 de julio, la Fiscalía de Georgia clasificó los hechos del 20 de junio como un "golpe de Estado".

## Reacciones
El presidente ruso Vladímir Putin firmó un decreto para suspender los vuelos de pasajeros que transportan ciudadanos rusos de Rusia a Georgia, a partir del 8 de julio. El Servicio Federal de Rusia para la Vigilancia de la Protección de los Derechos del Consumidor y el Bienestar Humano aumentó los controles de calidad del vino y el agua mineral de Georgia, que se consideran vinculados a la escalada de tensiones.
La presidenta Salomé Zurabishvili acortó su visita a Bielorrusia para asistir a la ceremonia de apertura de los Juegos Europeos de 2019 y reunirse con el presidente Aleksandr Lukashenko tras el inicio de las protestas. En una entrevista con Euronews, Zourabichvili pidió una "desescalada" de la situación y también culpó a Rusia de agitar una "quinta columna" en el país que es leal a Moscú. El primer ministro ruso, Dmitri Medvédev negó estas afirmaciones diciendo que se trata de una "distorsión de la realidad". Zurabishvili también pidió a los turistas rusos afectados por la prohibición de viajar que sigan viniendo a Georgia porque "aman a Georgia" y que "los políticos deben resolver los problemas". El ministro de Relaciones Exteriores de Rusia, Serguéi Lavrov, criticó sus comentarios como "ultra extremistas" en un comunicado el 25 de junio.
En julio de 2019, Rusia denunció un ataque cargado de improperios contra Vladímir Putin por parte del presentador de televisión georgiano Giorgi Gabunia durante una transmisión en Rustavi 2.